# 範馬勇次郎
範馬勇次郎（はんま ゆうじろう）は、板垣恵介の漫画作品『グラップラー刃牙』シリーズに登場する架空の人物。

## プロフィール
- 年齢：36歳 - 38歳（地下闘技場編）
- ファイトスタイル：戦場格闘技
- 身長：推定190cm
- 体重：推定120kg

## 担当声優
- 中嶋比呂嗣（ゲーム『グラップラー刃牙 バキ最強列伝』）
- 乃村健次（テレビアニメ第1作、パチンコ・パチスロ版〈ニューギン〉）
- 堀秀行（ゲーム『餓狼伝 Breakblow』『餓狼伝 Breakblow Fist or Twist』）
- 小山力也（BeeTV・デジタルコミック版）
- 大塚明夫（テレビアニメ第2作、、パチンコ・パチスロ版〈平和〉）

## 人物
「地上最強の生物」「オーガ（鬼）」「巨凶」など数々の称号を持つ。本作の主人公・範馬刃牙の父親にして、もっとも因縁が深い敵でもある。悪魔的と例えられる風貌で、ライオンの鬣のような怒髪をオールバックにしている。基本的に軽装で黒のカンフー着、カンフーシューズが多い。
「地上最強」の異名の通り、何者をも超える絶対的な力をほしいままにしている（刃牙曰く「癌細胞でも勇次郎には勝てない」とのこと）。しかし、物語が進むにつれ力無き者の希望となる偉人を尊敬していたり、高級店でのマナーなども熟知していたりするなど、様々な側面を見せるようになる。
巨大な北極熊を素手で屠り、複数の軍隊をも単身で壊滅させてしまう圧倒的な戦闘能力を持つ。強者を屠り去ること、丹念に鍛え上げられた強さを蹂躙することを至上の喜びとしており、趣味的に道場破りを行い、数え切れないほどの優秀なファイターを再起不能に追い込んでいる。その戦闘能力は国家軍事力をも上回るとされ、アメリカ合衆国が勇次郎1人に対し友好条約を結ぶに至った。勇次郎の行動は24時間365日、米軍の偵察衛星によってビスケット・オリバ、純・ゲバルと共に監視されている。勇次郎が4km/h以上の速さで動くと衛星の緊急作動によって世界中のカーナビに送られてくる情報が70mずれると言われる。
彼を象徴する最大の特徴はその背中である。ストライダムによると、傭兵時代に絶え間ない殺戮の日々を過ごすうち、背中の打撃用筋肉（ヒッティングマッスル）が異常発達して行き、やがて鬼の貌に見える奇怪な形状に変化を遂げたという。以来、本気を出すと背中に鬼が浮かぶようになり、これが通名「オーガ（鬼）」の由来となっている。なお人類史上においては勇次郎以外にもこの境地に到達した者がおり、息子刃牙も達成した他、古くはピラミッドの壁画や失伝した日本古武道の鍛錬法においても見られたという。しかし、勇次郎のものにはさらに上があり、一層の力を振り絞って構えることで、鬼の貌がまるで哭いているように歪む。この状態から繰り出される打撃は人知を超えて悪魔の域に達する。
「地上最強」と銘打たれており、さらにストライダムによれば実際の彼は限りなく広大な宇宙が、光の速さでさらに膨張を続けるように成長しており、身体能力は未だそのピークに達していない。当初は格闘家の間からも「誰もがオーガに技をかけるのを夢見る｣と言われるなど最大級の標的とされていた。しかしストーリーが進むに従って、勇次郎があまりに強くなりすぎたため、誰も挑戦者として名乗りを上げるものがいなくなったことが語られている。ストライダムが語るところによれば、勇次郎の圧倒的な強さの根源は彼が持つ強烈なエゴイズムにあるという。自分以上の強者の存在を断じて認めないという、自己中心的思想の持ち主であり、また自身が地上最強の存在であることに一切の疑念を持ち合わせていない。その意思の強固さは過去の指導者や英雄、宗教の教祖まで、歴史を動かしてきた人物にさえ匹敵するとも評している。幼年編で刃牙が勇次郎に挑もうとする時に地震が発生し、この時勇次郎が地面を殴りつけると同時に地震がおさまったが、これを自らの拳で止めてみせたと信じる自分への強さの自負心も、このエゴイズムから生じるものである。
栗谷川曰く、勇次郎は水よりも酸素よりも何よりも、闘いを優先させるという。闘争に対しては徹底的に純粋であり、刃牙や天内悠などのように闘争に友情や愛、絆などの感情を持ち込むことを「不純物」と呼び、大いに嫌う。一方で自身に本気を出させた愚地独歩に感謝の念を覚えたり、郭海皇に友情を感じるなど例外もある。闘争行為を食事や料理に例えることが多く、ほかの格闘家を「餌」と呼び、闘うことを「喰う（喰らう）」と称する。前述の刃牙や天内の考えに対して「上等な料理にハチミツをブチまけるかのごとき思想」と例え激怒した。
その強さゆえに、社会的な影響も極めて大きく、各国から警戒されている他、アメリカから偵察衛星で監視されており、当の勇次郎には既知のことで、乗車中のGPSの狂いから、残りの監視対象者であるゲバルとオリバの開戦を察知し、参戦し損ねたことを嘆いていた。日本の首脳陣もこの強さに対して「確実に殺せるとしたら、砂漠など周囲に誰一人といない場所を単独旅行しているところに核爆弾を落とすぐらい」と評価している。
また、戦場でも絶対者として畏れられており、戦火に苦しむ民衆からは救世主として崇められている。また、地上最強の生物である彼を拘束できる権力は存在しないため、あらゆる行為が無問責。作中では傷害、殺人、内閣総理大臣への殺害予告と官邸への強襲など、数々の重罪が全て不問に付されている。妻である朱沢江珠の弁によれば、人間一人が振るう暴力で国家が揺らぐ事実を公に出来るはずが無いため、免罪は至極当然の話であるとのこと。加えて米国との同盟関係によって、突発的な狙撃や核攻撃からも保護されている。光成からは「大臣や大統領がムカつけば造作もなく小突きに行く」と称されている。
勇次郎行きつけのホテルのマネージャーが刃牙に語ったところによると、健啖家で何でも食べるが、牛や鶏の様な家畜の肉よりは、鹿や猪の様な野性的な肉を好むという。テーブルマナーにも精通している描写があり、美食家であることもうかがえる。具体的に好物として名前があがってるのは、めふん。喫煙、飲酒も嗜んでおり、エゴイズムに溢れた食生活の反面「毒も喰らう、栄養も喰らう」という彼の主張は刃牙も納得せざるを得ない正論といえる。
勇次郎の血液を調べた医師の秦によると男性ホルモンが常人の10倍以上もあり、測定不可能な程で「ヒト科」のレベルを遥かに超え哺乳類のものですらないと言わしめ、雄としてのホルモン指数が異次元と言い切り、秦が勇次郎から見える世界の景色を「我以外、皆異性也」を例え、勇次郎からすれば老若男女やアスリートなどとわず、全部が異性だと言った。

### ファイトスタイル
生まれ持った超人的な身体能力と、凄まじい闘争本能をもって闘う。繰り出される猛烈なラッシュ（猛獣の連撃）や、鬼の貌を開放して思い切りぶん殴るなど、彼が繰り出す攻撃は全て一撃必殺の破壊力を持つ。過去にベトナムで米軍の基地に乗り込んだときには、自動小銃を持つ軍隊を相手に、建物の壁を突き破りながら変則的に戦う様子が描かれている。
ストライダムの弁によれば、勇次郎の人知を超えた強さは戦場を徒手で生き抜く戦慄の日々の中で得たグラップルの結晶であり、人間を対象にした技術にすぎない格闘技では勝つことは不可能だという。勇次郎も、瑣末な技術や創意工夫は弱者の小細工と退け、それらは自分以外の全員で共有すればいいと断言している。刃牙が柳龍光と対峙した際の回想でも、柳が奥の手として温存していた鞭打を「所詮は女子供の護身技」と冷評した。
ただしそれらの技術や理論は、彼が持つ信条やエゴイズムから使う必要が無いだけである。見せ技程度にしか使用していないが、独歩戦で琉球王家の秘伝・御殿手（うどぅんでぃ）を披露し、郭海皇戦では郭海皇が半生をかけて手に入れた消力（シャオリー）を忠実に再現してみせた。刃牙に対しては息子への躾には最適という意味から、「女子供の技」と自ら評した鞭打をあえて使用。ピクルと対峙した際には拳を合わせての合気のようなものを1度とっさに使用した。また、柳の毒手に関する中国史を事細かに解説するなど、格闘技史についても豊富な知識を持つ。

### キャラクターモデル
キャラクターの原型となっているのは、ちばてつやの漫画『のたり松太郎』の主人公、坂口松太郎。作者の板垣は、松太郎の腕力をどこまでも突き詰めていったら勇次郎に行き着いたと語っている。外見上のモデルは、俳優のマット・ディロン。
背中の鬼の貌はボディビルの写真を見ていた時、その背中が人の顔に見えたことから着想したという。当初は勇次郎の背中には龍の刺青があり、彼が動くと背中の龍が暴れてるように見えるという設定を考えていた。

## 作中での活躍

### 出生
195X年4月、範馬勇一郎の息子として生を享ける。この日、全世界の国家指導者たちは一様に、東洋の国にとてつもない兵器が生まれるということを直感で理解し、核兵器の保有を決意させたとまで言われている。これを裏付けるように、勇次郎の自我は赤子のそれではなく、出胎時、自らを取り上げる産婆に対してテレパシーのような威圧を送って腰を抜かせ、またその直後には母親の乳房に噛付いて授乳を強要し、さらにはどこからか現れたココイヤドクガエル亜種を素手で握り殺した。母親は勇次郎の出産後、出家して仏門に帰依しており、「最初で最後の子でした」と述べている。
また勇次郎は若いころ、飛騨の山小屋に暮らす安藤とともに丸太切りを競っていたり、耐久力を身に付けるために己の体を転げ落とした絶壁や勇次郎が殺害した霊長類の夜叉猿夫妻の骨が飛騨にあることから、一時期飛騨で暮らしていたことが窺われる。
その後の勇次郎は傭兵として様々な戦場に足を運び、素手で戦いに加わっていた。物語中では特にベトナム戦争でゲリラとして戦う勇次郎の姿が描かれている。16歳の時、戦場で出会った傭兵ジェーンをレイプしジャック・ハンマーを産ませている。『グラップラー刃牙』40巻29ページには、1973年当時、16歳と300日という記述がある。

### 『グラップラー刃牙』
幼年編
19歳の時、朱沢コンツェルン御曹司・朱沢鋭一・江珠夫妻のハネムーン中に乱入。夫妻の部屋に侵入して鋭一を殺害し、江珠との間に刃牙をもうける。
刃牙を最強の戦士として教育すべく、幼少期から過酷なトレーニングを課す。以降は刃牙を江珠に預け各国の戦場を放浪していたようだが、刃牙が13歳の時、江珠が刃牙に科学的なトレーニングを課していたことに激怒。自分なりのやり方で刃牙を教育すべく、刃牙vs花山薫戦の決着後に乱入。双方を徹底的に痛めつける。
その後、修行を重ねた刃牙と対決する。当初は味見のつもりだったが、出来の良さから"喰う"ことに変更し、圧倒的な力でこれを退ける。最後には母親としての本能を取り戻し自らの前に立ち塞がった江珠を殺害し、その場を去る。
地下闘技場編
地下闘技場の刃牙vsマウント斗羽戦を観戦。この時は一人称が「私」など物静かな口調だった。後に地下闘技場で愚地独歩と対戦し、序盤は思わぬ苦戦をするものの途中からは圧倒し、片目を奪った上に息の根を止める（その後、独歩は鎬紅葉によって蘇生）。息子・刃牙に初めて背中の鬼を見せた。
最大トーナメント編
最大トーナメントを観戦すべく、ハワイから戦闘機を使って来日。湾岸戦争でミサイルの雨をくぐり抜けた、と胆力に自信を持つ軍人を、特に威圧した様子なく圧倒し、そのまま救急車に扮した豪華な車を運転させ、トーナメント会場の東京ドームに向かう。トーナメント参加者のジャガッタ・シャーマンを粉砕し、天内悠を推薦する。しかし独歩vs天内戦で、戦いに慈愛を持ち込む天内に激怒し試合に乱入、天内を粉砕する（天内の生死は不明。アニメ版でのみ飛行機で帰国する様子が描かれている）。その後、トーナメント参加者を次々と一撃で倒し大会をぶち壊しにするが、最後は大型動物用の麻酔銃の集中砲火よって昏睡。目覚めた後は鋼鉄製の扉をいとも簡単にぶち破り、烈海王に「範馬の血」に対する警告を行うが、大人しく観戦するに留まる。決勝直前に、決勝後に立ち会う約束をジャックから受け、それを受ける。
大会終了後、満身創痍のジャック・ハンマーと闘い、圧倒的な力で退ける。大会観戦早々「優勝者は決まっている」と宣言。決勝戦後のジャックを下した際に刃牙が自分の予想を覆したとつぶやき、優勝者はジャック・ハンマーと予想していたことが判明する。宣言後にジャック、刃牙と闘技場内で揉めた際に明かされるまではジャックが実子だとは気づいていなかった。

### 『バキ』
最凶死刑囚編
シコルスキーに刃牙の恋人・松本梢江を誘拐することを助言、シコルスキーに「子煩悩」と言われる。ここでビスケット・オリバとの交流が明らかになる。その後、刃牙と梢江のデートをつけ回す。梢江が刃牙に挑むも、花山に「武をとるか女をとるか」と言われたことによって煮え切らない刃牙が決心し、今まさに梢江と結ばれようとしたその時部屋に侵入し、性の持論（「禁欲の果てにたどりつく境地など高が知れたもの、強くなりたくば喰らえ」）を説く。その後、刃牙を毒手によって重体にさせた柳龍光が渋川と決闘する場に赴く。しかし渋川到着前に柳と本部以蔵が戦い、本部に毒手である右手を落とされたにもかかわらず敗北したことを認めない柳を一撃で屠る。
その後、敬意を抱く伝説のボクサー、マホメド・アライの息子であるマホメド・アライJr.と会合している。アライ父の方とは、アライが猪狩との対決に来た前日、ロードワーク中のアライに近づき、わずかに手合わせし、自分の力を見せつけた後、弱者の希望であるアライに敬意を表した、と言う過去がある。アライに、強さについて感銘を与えた後、息子アライJr.を紹介され、自分がなしえなかった実戦ボクシングの完成をアライJr.に託していることを伝えられる。アライJr.をわずかに試したが、器としては十分であり、アライJr.と自分の息子たちがいずれ壮絶な闘いをすることを予想・予言した。
中国大擂台賽編
郭海皇から100年に一度、中国武術最高の称号「海皇」を決める大会である大擂台賽への招待を受け、中国に渡る。トーナメント1回戦では烈の師である劉海王に圧勝。その後試合は、郭海皇の提案で、中国vs日米連合の5対5対抗戦に変更され、その大将として郭海皇と対戦。当初は郭の消力にわずかに劣勢の様子であったが、背中の鬼を出した後は郭を圧倒。しかし、最後は郭海皇の擬態死によって攻撃を止めてしまい、無効試合となる（勇次郎が唯一勝てなかった試合である）。勇次郎は郭を評価、郭海皇から海皇の称号を与えられるがこれを拒否、海皇の気持ちだけは受け取り、二人の間に奇妙な友情が芽生えた。
神の子激突編
地下闘技場で刃牙vsアライJr.を観戦。試合後、刃牙から挑戦を表明され、これを受諾。続編『範馬刃牙』で決着をつける運びとなる。

### 『範馬刃牙』
超絶!!監獄バトル編
序盤から恐竜以上の体躯のアフリカ象を素手で殺す、時速20キロの流れるプールで一時間近くバタフライ泳法をするなど、少ない出番ながらその超人的な強さに拍車がかかった描写をされている。
その強さゆえに、アメリカから偵察衛星で監視されており、当の勇次郎も既知。アリゾナ刑務所（ブラックペンタゴン）でゲバルとオリバの死闘中、乗車中のGPSの狂いから、残りの監視対象者であるゲバルとオリバの開戦を察知して、自分抜きで戦いが行われていることを嘆いていた。
野人戦争編
ニュースを見てピクルの存在を知った名だたる格闘士8名にやや遅れてピクルに「夜這い」をかける。彼との邂逅では勇次郎をも超える怪力を見せつけられて圧倒されかけたが、とっさに繰り出した「合気」でピクルの方が転ばされる。その直後に現れた米兵の懇願により戦いは中断、施設より退去する。その後、列、克巳、ジャックの敗戦を徳川より聞かされるが、彼らと刃牙との差を伝え、刃牙のことを"捨てたものではない"とし、刃牙とピクルの残った方は"喰う"ことを宣言する。また、刃牙対ピクルの判定についてオリバと議論ついでに力比べをし、圧倒的筋肉を強みとするオリバをも遥かに超越した筋力を見せつける。
地上最強の親子喧嘩編
刃牙がピクルとの戦いを終えてしばらく経ったころ、ストライダムより刃牙が自身との食事を希望してることを聞かされる。刃牙から自宅に招かれて共に食事をし刃牙に食育を説き、食器洗いの係を決めるジャンケンをするなど、やや堅苦しくも親子らしいやり取りを垣間見せる。その後、返礼として刃牙を高級ホテルでのディナーに招待。普段着のままでホテルを訪れた刃牙を咎めるも、逆に「親らしい教育などしてもらったことがない、だからマナーもわからない」と言い返され、それを黙認し食事の席へ誘う。しかし、食事のあと刃牙に妻である江珠を手にかけたことの意味を執拗に問われ激昂、ついに史上最強の親子喧嘩に突入。
始めは躾と称して急所を狙わず、鞭打や頬つねりなどで刃牙を折檻するが、同レベルの反撃しかしない刃牙に痺れを切らし、本気の攻撃を哀願。望みどおり繰り出された刃牙の秘技「蜚蠊ダッシュ」と「トリケラトプス拳」の手応えに歓喜し、自らも本気である背中の鬼を見せる。ところが、想定外なことに、古の剣豪の境地にまで到達していた刃牙から「起こり（動作の0.5秒前に起こる脳の信号）」を読まれて打ち込まれ、稀なるダウンを喫する。そして笑みと共に放った打撃を「虎王」で組み伏せられるに及び、刃牙への評価は極まり、その遺伝子の覚醒が近いことを確信する。背中の鬼を哭かせ、限りない愛おしみと感謝と共に、その全霊の打撃を刃牙に打ち込む。その後、実父範馬勇一郎の霊が突如として現れたことをきっかけに、彼の技である「ドレス」で刃牙を攻撃。しかし、それらをすべて受け切った刃牙は、覚醒し勇次郎の強さの領域へと到達する。刃牙の攻撃で、勇次郎は強すぎるがゆえに今まで勝敗のわからない戦いに身を投じることができず、力だけですべての栄光が手に入る自らの境遇に退屈していたことを実感する。
親子喧嘩は様々な技の応酬の果て、最後はノーガードの殴り合いになるが、最後は勇次郎のベアハグで刃牙は倒れる。その後、刃牙の闘志が自分を攻撃したことに気付いた勇次郎はリアルシャドーで味噌汁を作る。刃牙の我儘である「父に食事を作らせる」ことをさせた息子に「地上最強を名乗れ」と告げ、息子刃牙は自分の敗北を認めた。こうして互いをたたえあった親子は和解した。

### 『刃牙道』
親子喧嘩から1年が経過している。全世界で放送された刃牙との戦いにより世界的な有名人となっており、子供が震えながら自分にサインをねだるという境遇に辟易して、人通りの多い外出先ではサングラスをつけるようになる。花山薫から戦いを挑まれた際は先に攻撃するという条件付きで戦いを許諾し、初めの一撃に満足した後はその後の攻撃を避け、ハンドポケットを使った居合拳で花山を一撃で破る。
そして現代に復活した宮本武蔵の噂を聞きつけ徳川邸に現れ、その庭で武蔵と相対する。二天一流を振るう武蔵と互角に渡り合うも、本部の乱入で水入りとなってしまった。その後武蔵と酒場へ行き、酒を飲みながら本部を「実戦屋」と例え、本部が習得した忍びの技術をぶつけられる相手として武蔵が現れたことを喜んだ。

## 備考
- 2007年7月28日のプロボクシング世界フライ級ノンタイトルマッチと10月11日のWBC世界フライ級タイトルマッチ内藤大助対亀田大毅にて、スペシャルゲストとしてアニメ版の声優である乃村健次が範馬勇次郎として選手入場のコールを行った。大毅選手を「この範馬勇次郎が唯一認めた男」と紹介した。なお、亀田兄弟は以前にチャンピオン誌上の企画でバキファンであることを公言している。
- レベルファイブが2012年3月8日に発売したニンテンドー3DS用ソフト『ガールズRPG シンデレライフ』にゲスト出演している[5]。